# М. Баттерфляй
«М. Баттерфляй» (англ. M. Butterfly) — кинофильм режиссёра Дэвида Кроненберга, вышедший на экраны в 1993 году. Экранизация пьесы Дэвида Генри Хвана, написанной на основе биографии Ши Пэйпу.

## Сюжет
Французский дипломат во время «китайской культурной революции» проводит свой досуг в оперном театре, где встречает прекрасную певицу с невероятно чудесным голосом — Сон Лилин. Вскоре мужчина влюбляется  в неё, несмотря на долгий брак с другой женщиной. Лилин и Галлимар выходят на новый уровень отношений, и между ними происходит половой контакт на почве любовной страсти, хотя певица отказывается раздеваться и занимается сексом только в полной темноте. Спустя некоторое время певица рассказывает Рене о том, что беременна и ждёт от него ребёнка. Увлечённый этой новостью, француз немного теряет голову, однако Сон заявляет, что вынуждена уехать далеко в одну деревню по традициям своей семьи и пребывать в ней всё время беременности. И лишь на третий месяц подрастания ребёнка та вернётся к своему возлюбленному.
Время шло, а революция в Китае набирала свои обороты. Все певцы, поэты и остальные творческие личности подвергались критике и преследованиям со стороны правительства и после поимки отправлялись в ссылку. Через некоторое время Рене встречает возлюбленную, видит своего предполагаемого сына, но китайские солдаты берут Сон Лилин под стражу и уводят вместе с ребёнком. Галлимар в отчаянии.
Оказавшись впоследствии обычным счетоводом, мужчина переезжает обратно во Францию, где поселяется в небольшую и бедную квартиру, пребывая некоторое время в депрессии. И тут он вновь встречает любимую женщину, которая покинула Китай и приехала якобы ради него. Но их «счастью» не суждено было длиться долгое время. Французская полиция берёт Рене Галлимара и миссис Сон Лилин под стражу, обвиняя обоих в шпионаже.
В ходе судебного процесса все узнают, что китайская певица, с которой дипломат был целых 20 лет в отношениях, оказалась мужчиной, ещё и шпионом. Между М. Баттерфляй и Галлимаром происходит небольшой диалог в полицейском фургоне, где певец наконец-таки раздевается догола, признаваясь французу в своей любви, но будучи отверженным, начинает плакать, падая ниц. Рене сказал, что не может этого принять и что он влюблён в образ женщины, которую встретил очень давно в Китае.
Финальная сцена происходит в тюрьме, где Галлимар переодевается в японскую гейшу, рассказывая о том, что когда-то полюбил идеальную женщину, и убивает себя острым куском зеркала.

## В ролях
- Джереми Айронс — Рене Галлимар
- Джон Лоун — Сон Лилин
- Барбара Зукова — Жанна Галлимар
- Иэн Ричардсон — посол Тулон
- Аннабель Левентон — фрау Баден
- Сидзуко Хоси — товарищ Чинь
- Вернон Добчефф — агент Этанслен
- Ричард Макмиллан — сотрудник посольства

## Оценки
Фильм был холодно встречен зрителями, совершенно не окупившись в прокате и став колоссальным кассовым провалом. Кинокритики в целом тоже невысоко оценили фильм.